# 上田バス
上田バス株式会社（うえだバス）は、長野県上田市でバスを運営しているバス事業者。かつては東急グループの上田交通傘下であった。現在は、草軽上田ホールディングスを通じて草軽交通とグループ会社になっている。

## 概要
上田バスは1987年2月に設立された「上電観光バス」が前身。同年4月には上田交通より中型貸切バス事業を譲り受けて営業を開始した。その後、大型貸切バス・乗合バスの各事業も譲り受けて規模を拡大し、2000年8月に「上電バス」となり、2009年10月に東急グループおよび上田交通傘下から離脱し「上田バス」となった。2020年10月1日現在の車両保有台数は、貸切バス20両（大型13両、中型7両）、乗合バス30両（大型10両、中型13両、小型7両）の合計50両となっている。

## 沿革
- 1987年（昭和62年）
  - 2月 上電観光バス株式会社設立。
  - 4月 上田交通より中型貸切バス事業を譲り受け、営業を開始。
- 1996年（平成8年）4月 上田交通より大型貸切バス事業を譲り受ける。
- 1999年（平成11年）8月 上田交通より乗合バス事業を譲り受ける。
- 2000年（平成12年）8月 上電バス株式会社に商号変更。
- 2003年（平成15年）10月 上電観光株式会社と合併する。
- 2009年（平成21年）10月1日 上田交通が所有する当社株式をジェイ・ウィル・パートナーズが運営・管理する合同会社へ譲渡し、東急グループから離脱。同日上田バス株式会社に社名変更。
- 2011年（平成23年）6月30日 当社株式を地元役員と草軽交通へ譲渡。
- 2013年（平成25年）3月12日 長野大学との産学連携プロジェクトにより誕生した新デザイン路線バスの運行を開始[5]。
- 2013年（平成25年）10月1日 この日から3年間の予定で、運賃低減バス実証運行開始[6]。
- 2016年（平成28年）10月1日 本社を移転。運賃低減バス実証運行を2019年9月30日まで継続（以降も継続中）[6]。
- 2017年（平成29年）3月16日 高速バス「渋谷駅（マークシティ） - 軽井沢・草津線」に、東急トランセ・京王バス東・西武高原バスと共同運行事業者として参入する[7]。
- 2022年（令和4年）11月1日 高速バス「横浜駅西口・新横浜・たまプラーザ - 軽井沢・草津線」に、東急バス・相鉄バスと共同運行事業者として参入する[8]。

## 路線

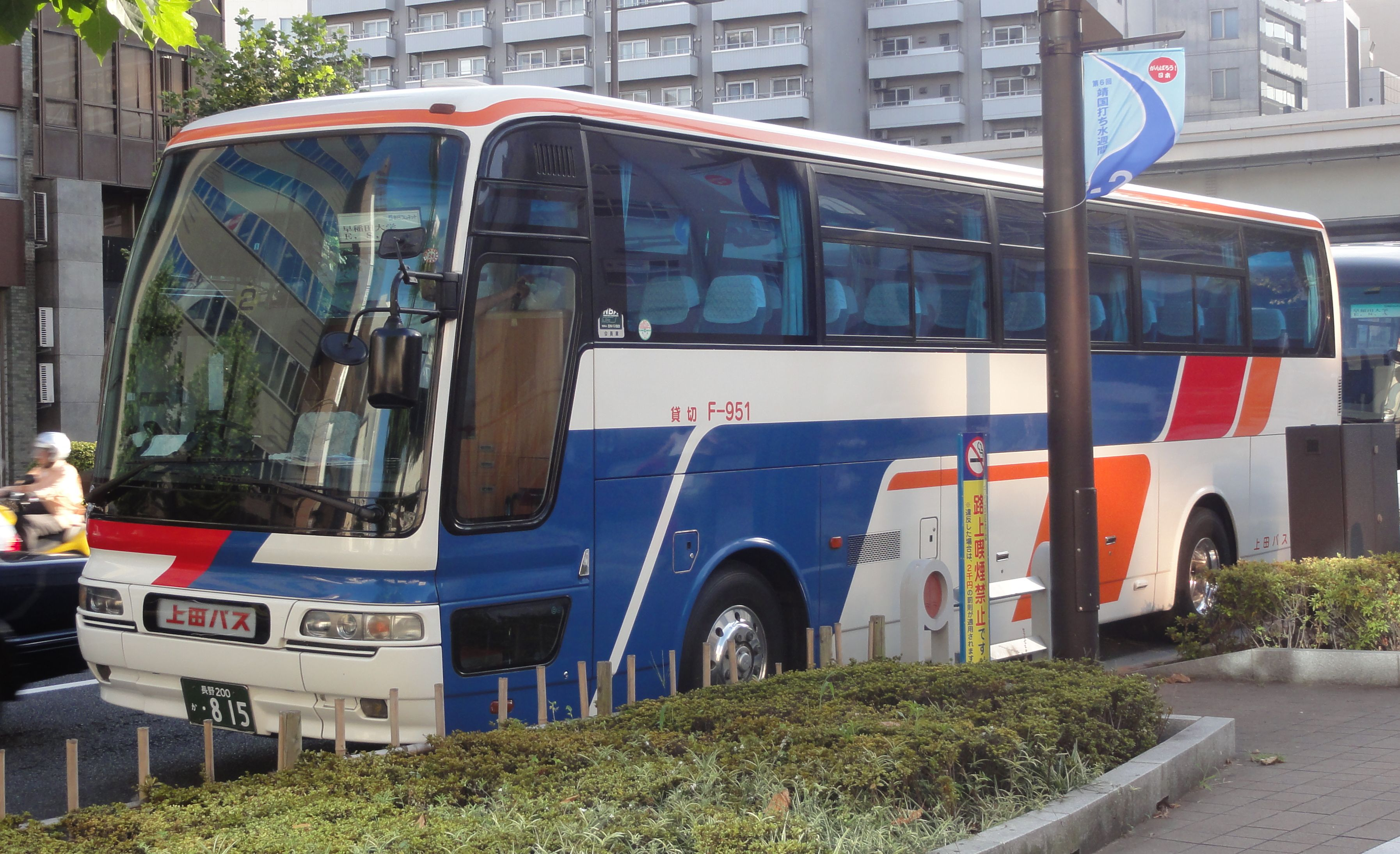
貸切バス

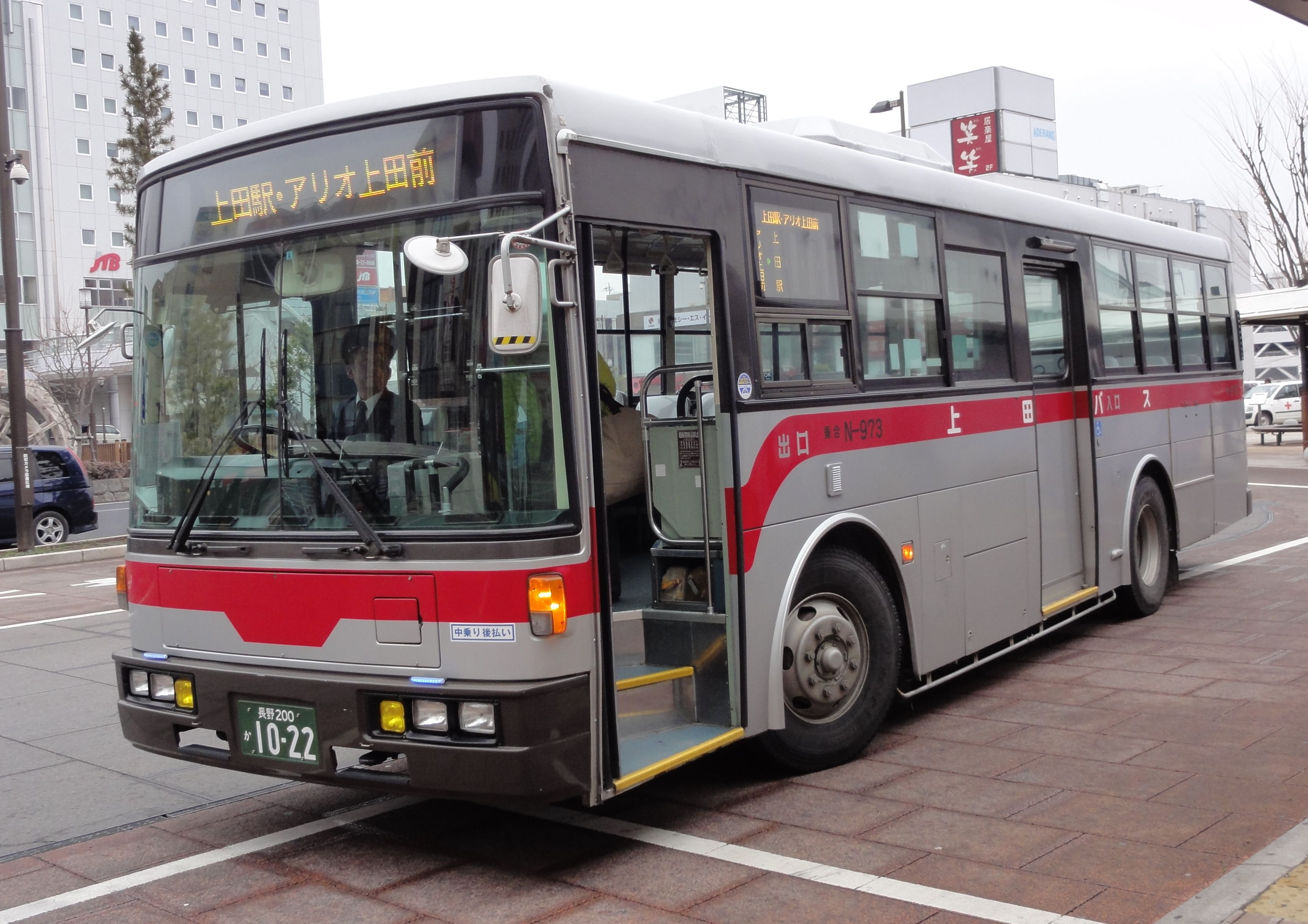
路線バス

### 一般路線

#### 現在の運行路線
上田市、千曲川川東方面
- 菅平高原線 
  - （アリオ上田 - ）上田駅 - 上川原柳 - 神科小学校 - 本原 - 真田自治センター入口 - 〈国道144号旧道経由〉 - 真田 - 大日向(おおひなた) - 菅平高原ダボス - 西菅平（ - 大松）
  - 上田駅 - 上川原柳 - 神科小学校 - 本原 - 真田自治センター入口 - 〈真田バイパス経由〉 - 真田 - 大日向 - 菅平高原ダボス - 西菅平

※以前はジェイアールバス関東と共同運行となっていた。また須坂駅まで運行されていた。
地域間幹線系統として、国・長野県・沿線自治体から補助を受ける[9]。

- 真田線
  - 上田駅 - 上川原柳 - 神科小学校 - 本原 - 真田自治センター入口 - 真田

地域間幹線系統として、国・長野県・沿線自治体から補助を受ける[9]。

- 渋沢線
  - （アリオ上田 - ）上田駅 - 上川原柳 - 神科小学校 - 本原 - 真田自治センター入口 - 真田 - 大日向 - 上渋沢

※上渋沢発便は土・日・祝日及び学校休校日は真田発に、上田駅発便は土曜及び学校休校日は真田止まりになる。また上渋沢を基点に設定されているため上田駅からは夕方しかなく、乗車した場合は上渋沢から上田駅行きバスが翌朝までない。
※以前はジェイアールバス関東が運行していた。

- 傍陽（そえひ）線
  - （アリオ上田 - ）上田駅 - 上川原柳 - 神科小学校 - 本原 - 真田自治センター入口 - 傍陽 - 横道 - 大倉
  - （アリオ上田 - ）上田駅 - 上川原柳 - 神科小学校 - 本原 - 真田自治センター入口 - 傍陽 - 入軽井沢
  - 上田駅 - 上川原柳 - 神科小学校 - 本原 - 真田自治センター入口 - 傍陽 - 横道
  - 上田駅 - 上川原柳 - 神科小学校 - 本原 - 真田自治センター入口
  - 真田自治センター入口 - 傍陽 - 横道 - 大倉
  - 真田自治センター入口 - 傍陽 - 入軽井沢
  - 真田自治センター入口 - 傍陽 - 横道
  - 傍陽 - 真田自治センター入口（早朝に1本のみ運行している）

入軽井沢 - 松井新田間は廃止された。

- 豊殿（ほうでん）線
  - 上田駅 - 川原柳 - 金井 - 神科小学校 - （ショッピングパーク - ）下郷 - 殿城郵便局 - 赤坂

※かつては終点が赤坂上で、そこにはバスの待機所が存在した。現在は終点は赤坂となり、 赤坂口 - 赤坂北 - 赤坂 - 赤坂口 の片循環となっている。

上田市街地、千曲川川西方面
- 信州上田医療センター線
  - 上田駅 - 北上田 - 信州上田医療センター

- 塩田線（別所線）
  - 信州上田医療センター - 上田駅 - 千曲高校 - 創造館前 - 神畑 - 川西病院 - 塩田町駅 - 新町 - 山田 - 別所温泉駅 - 別所温泉

- 西丸子線
  - 下之郷駅 - 東塩田 - 富士山 - （下組 - ）林間工業団地 - 原 - 御岳堂（みたけどう） - 河原町 - 丸子町

※廃止された上田丸子電鉄西丸子線の代替路線にあたる。上田交通時代は西丸子までの運行だった。かつては一部が上田駅まで延伸運行していた他、一部は大学前[10]を起終点としていた。
※日曜・祝祭日及びお盆（8月13日 - 16日）、年末年始（12月31日 - 1月3日）は全便運休となる。

- アリオ上田線
  - 上田駅 - アリオ上田
  - 100円均一。

- 久保林線（2016年10月1日運行開始）
  - 上田駅 - イオン上田ショッピングセンター前 - 信濃国分寺駅前 - 久保林入口 - 久保林公民館前

- 市内循環線（上田市街地循環バス「あおバス」）
  - 上田駅→海野町→文化会館合庁前→染谷丘高校前→信州上田医療センター→緑が丘西→木町→公園市役所前→上田駅→お城下→アクアプラザ上田→塩尻→西上田駅南口→下秋和→常磐町→産院前→緑が丘西→信州上田医療センター→木町→公園市役所前→上田駅
  - 上田駅→鷹匠町→文化会館合庁前→染谷高校前→信州上田医療センター→緑が丘西→木町→公園市役所前→上田駅→お城下→アクアプラザ上田→塩尻→西上田駅南口→下秋和→常磐町→産院前→緑が丘西→信州上田医療センター→木町→公園市役所前→上田駅  ※朝の1便のみ

※逆回りの「あかバス」も上田バスが運行する。
大人200円均一、中高生・障害者は100円均一、小学生以下は無料。年末年始は運休する。

- 信州上田レイライン線（2021年5月1日運行開始）
  - 下之郷駅→東塩田小学校→無言館→前山寺→さくら国際高校前→別所温泉駅→別所温泉

※旧「信州の鎌倉シャトルバス」の経路を変更し新設。
※1日5往復。
※運行期間は4月1日 - 11月30日まで。冬季期間（12月1日 - 3月31日）は運休。
※1回乗車200円。一日券500円。

#### 廃止された路線
- 御屋敷公園線（2019年9月30日運行終了）
  - 真田自治センター入口 - 下塚赤井公民館 - 竹室公民館前 - 真田自治センター入口

御屋敷公園線内のみの停留所で乗降する場合に限り、100円均一。

- 東塩田線（2019年9月30日運行終了）
  - さくら国際高校前 - 下之郷駅
  - 下之郷駅 - 川西医院

両系統とも、100円均一。

- 信州の鎌倉シャトルバス（接続する上田電鉄別所線が令和元年東日本台風（台風19号）で被災したため運休。2021年4月30日をもって運行終了。同月5月1日から「信州上田レイライン線」に移行）
  - 塩田町駅 - 無言館 - 前山寺龍光院 - 中禅寺 - 塩田の郷マレット場 - 別所温泉

※運行期間は4月1日 - 11月30日まで。冬季期間（12月1日 - 3月31日）は運休。
※上田電鉄別所線との接続を考慮したダイヤとなっており、ホームページにも塩田町駅乗り換えの電車とバスの時刻が両方掲載されていた。2016年4月1日ダイヤ改正時は塩田町駅発便4本、別所温泉発便が5本運行。別所温泉11時25分発便のみ塩田の郷マレット場は経由しない。以前は独鈷（とっこ）温泉ふれあいセンター竜の湯（1992年6月開業）を経由していたが、2008年3月に閉鎖されたため、以後は通らなかった。
※1回乗車200円。一日券500円。一日券は車内でのみ購入可。このほかに別所線上田駅の窓口でのみ、別所線の一日乗車券とバスの一日乗車券がセットになったものを発売していた。

- 上田城下線(2021年3月27日運行終了)
  - 上田駅 - 城下駅

令和元年東日本台風で被災し、不通となった上田電鉄別所線の代行輸送を担う路線。
2019年10月15日 - 11月15日までは上田駅 - 下之郷駅間で、11月16日から2020年3月31日までは上田駅 - 城下駅間で電車代行バスという形で運行を行っていたが4月1日に路線化された。2021年3月28日に別所線が全線で運転再開したため役目を終えた。
城下駅で別所線との接続がとられていた。
料金は別所線と統一化されており、別所線上田駅の券売機または窓口で目的地までの切符を購入すれば、そのまま電車へ乗り換えが可能であった。
バスの運転手は料金は収受せず、城下駅にいる上田電鉄の係員が回収していた（城下駅が無人の時間帯は別所線車内の運賃箱へ入れる）。

#### 上田丸子電鉄→上田交通バス部門時代に廃止された路線
- 菅平高原線（須坂駅延伸区間） 
  - 上田駅 - 菅平高原 - 峰の原高原 - 須坂駅

国鉄バス（現在のジェイアールバス関東）と共同運行の路線で、上田丸子電鉄時代に長野電鉄の須坂駅を結んでいたことがある。上田交通時代に短縮されて菅平高原が終点となり一部が峰の原高原まで延伸運行していたが、現行に移行する直前に菅平高原 - 峰の原高原 間が廃止となり菅平高原止まりとなった。上田交通時代には大洞で折り返す便が一時期存在していた。また一時期ではあるが菅平高原より奥にある、群馬県嬬恋村との境にある四阿山（吾妻山）の長野県側の麓に広がる四阿（あずまや）高原へと向かう運行便が存在していた事があった。
- 草津温泉線
  - 上田駅 - 上渋沢 - 新鹿沢温泉 - 草津温泉

現行の渋沢線にあたり、上渋沢まで1日1往復の運行をしている。真田から草津温泉までは国鉄バスと共同運行であった。上田交通時代は休止されていた。
- 傍陽線（松井新田延伸区間）
  - 上田駅 - 入軽井沢（※ここまで現存） - 松井新田

現行の入軽井沢線は、かつて一部が地蔵峠の奥地の集落、松井新田を終点としていた。
- 角間温泉線
  - 上田駅 - 赤坂 - 赤井 - 角間温泉

上田丸子電鉄時代に旧・真田町の角間温泉へ行くバス路線を運行していた。後に赤坂までとなり、現在の豊殿線となる。
- 豊殿線（十林寺延伸区間）
  - 上田駅 - 赤坂 - 十林寺

現在の豊殿線は上田交通時代に旧・真田町の十林寺集落まで一部が延伸運行していた。上記の角間温泉線の名残りでもある。
- 市内緑ケ丘線
  - 上田駅 - 緑ケ丘西

長野病院線新設に伴い廃止された。
- 金剛寺線
  - 上田駅 - 金剛寺

上田交通時代に廃止。
- 山口線
  - 上田駅 - 山口

上田交通時代に廃止。
- 須川湖線
  - 上田駅 - 須川湖 - 長瀬駅

上田交通時代に廃止となり上電観光バスに譲渡された。上電観光時代は須川湖を経由する形で上田駅と丸子駅を結ぶ路線だった。現在は廃止されている。
- 丸子線
  - 上田駅 - （上田東駅 ※後に同駅経由の経路は廃止になった） - 大屋駅 - 長瀬駅 - 丸子町駅

鉄道の丸子線の廃止代替バスだが、千曲バスに路線を譲渡して廃止された。
- 和田峠線
  - 上田駅 - 下之郷駅 - 丸子町駅 - 上和田

上田丸子電鉄時代、国鉄バスとは別ルートで運行していた。現在は上田駅 - 下之郷駅間は千曲バスに、丸子町駅 - 上和田間はジェイアールバス関東に譲渡したため路線自体は廃止されている。
- 大門峠線
  - 上田駅 - 下之郷駅 - 丸子町駅 - 入大門

和田峠線の大門峠行き。同様に現在は分割譲渡により廃止されている。
- 鹿教湯温泉線
  - 上田駅 - 別所温泉 - 大明神岳 - 鹿教湯温泉

現在も別所温泉までは塩田（別所）線として運行している。上田丸子電鉄時代、別所温泉から大明神岳を越えて鹿教湯温泉へ行くバス路線を走らせていたことがあった。その後路線が短縮されて別所温泉が終点となり、一部が野倉まで延伸運行していたが、1980年代半ばに別所温泉 - 野倉 間は廃止された。
- 保福寺峠（ほうふくじとうげ)） - 上田駅 - 保福寺峠 - 松本駅
上田丸子電鉄時代、松本電気鉄道との共同運行で大明神岳を越えて松本へ行くバス路線を走らせていたことがあった。

### 高速バス
- 渋谷駅（マークシティ） - 軽井沢・草津線
  - 渋谷駅（マークシティ） - 中野坂上駅 - （首都高速道路 - 関越自動車道 - 上信越自動車道） - （軽井沢駅） - （東急ハーヴェストクラブ旧軽井沢） - （北軽井沢） - 草津温泉バスターミナル - 草津温泉ホテル櫻井
    - 2017年3月16日より運行開始[7]（京王バス・西武観光バス・東急トランセと共同運行）。

通常期は各社1往復担当の4往復を運行。冬期（12月～3月）は京王・東急担当便が各1往復、上田担当便が2往復の4往復を運行。
    - 2022年10月31日の運行便を最後に、たまプラーザ駅での乗降取り扱いを終了。
    - 2022年12月1日より、新たに中野坂上駅を経由地に追加。
    - 2023年8月7日より当面の間、上田担当便が運休となり二子玉川ライズ・楽天クリムゾンハウスへの乗り入れは休止となる。
    - 2024年6月1日より運行内容が変更となり、1往復が渋谷地区と草津温泉の直行便となる。

- 横浜駅西口・新横浜・たまプラーザ - 軽井沢・草津線
  - 横浜駅西口 - 新横浜駅 - たまプラーザ駅 - 軽井沢駅 - 東急ハーヴェストクラブ旧軽井沢 - 北軽井沢 - 草津温泉バスターミナル - 草津温泉ホテル櫻井
    - 2022年11月1日より運行開始。1日3往復が運行され、各便で横浜側の経由地が異なる（東急バス・相鉄バスと共同運行）[8]。
    - 2024年6月1日より1日2往復に減便。相鉄担当便と上田担当便が統合され、交互運行となる。[11]

### 急行バス、特急バス
- 菅平高原急行線
  - 上田駅温泉口 - アンダーアーマー菅平アリーナ
    - 2025年1月11日より運行開始。（スキーシーズン期間の土日祝日限定運行）
- 上田草津線（特急湯畑号）
  - 上田駅お城口 - 住吉 - ゆきむらの郷夢工房前 - 新鹿沢温泉 - 万座・鹿沢口駅 - 草津温泉バスターミナル - 草津温泉ホテル櫻井
    - 2020年12月1日より運行開始。

高速バス渋谷駅-軽井沢・草津線の入出庫便を営業運転化したもの。通常期1往復、冬期2往復。
    - 2022年11月1日より高速バス横浜駅-軽井沢・草津線の運行開始に伴い、通常期2往復、冬期3往復に増便。
    - 2023年8月7日より高速バス渋谷駅-軽井沢・草津線の運休に伴い、通常期・冬期とも1往復に減便。
    - 2024年7月1日より当面の間運休となる。[12]

## 関連会社
- 上田タクシー
当社と同じく2009年（平成21年）10月に株式が上田交通からジェイ・ウィル・パートナーズに譲渡されたタクシー事業者。東信地区を基盤としており、上田交通グループ時代には1980年代半ば位までは上田電鉄ハイヤー、その後は上田電鉄タクシーと名乗っていた。営業所は上田駅周辺の上田営業所、別所温泉駅前の別所営業所、田中駅周辺の田中営業所と合計3つ存在し、かつては緑が丘営業所、菅平営業所も存在した。